# Kwaksan (ort i Nordkorea)
Kwaksan (koreanska: 곽산) är en ort i Nordkorea.   Den ligger i provinsen Norra P'yŏngan, i den västra delen av landet, 90 km nordväst om huvudstaden Pyongyang. Kwaksan ligger 14 meter över havet och antalet invånare är 10 478.
Terrängen runt Kwaksan är platt åt sydväst, men åt nordost är den kuperad. Runt Kwaksan är det tätbefolkat, med 369 invånare per kvadratkilometer. Närmaste större samhälle är Chŏngju, 10,9 km öster om Kwaksan. Trakten runt Kwaksan består till största delen av jordbruksmark.